# (16705) Reinhardt
(16705) Reinhardt est un astéroïde de la ceinture principale.

## Description
(16705) Reinhardt est un astéroïde de la ceinture principale. Il fut découvert le 4 mars 1995 à Tautenburg par Freimut Börngen. Il présente une orbite caractérisée par un demi-grand axe de 2,48 UA, une excentricité de 0,10 et une inclinaison de 7,0° par rapport à l'écliptique.

## Compléments